# Arturo del Castillo
Artúro del Castillo (Mixquiahuala de Juárez, Hidalgo, 9 de febrero de 1881-Mixquiahuala de Juárez, 3 de mayo de 1959) fue un militar revolucionario, periodista y poeta mexicano.